# Bollène
Bollène è un comune francese di 14 123 abitanti situato nel dipartimento della Vaucluse della regione della Provenza-Alpi-Costa Azzurra.

## Società

### Evoluzione demografica
Abitanti censiti

## Amministrazione

### Gemellaggi
Alcudia, dal 1994